# Auberge

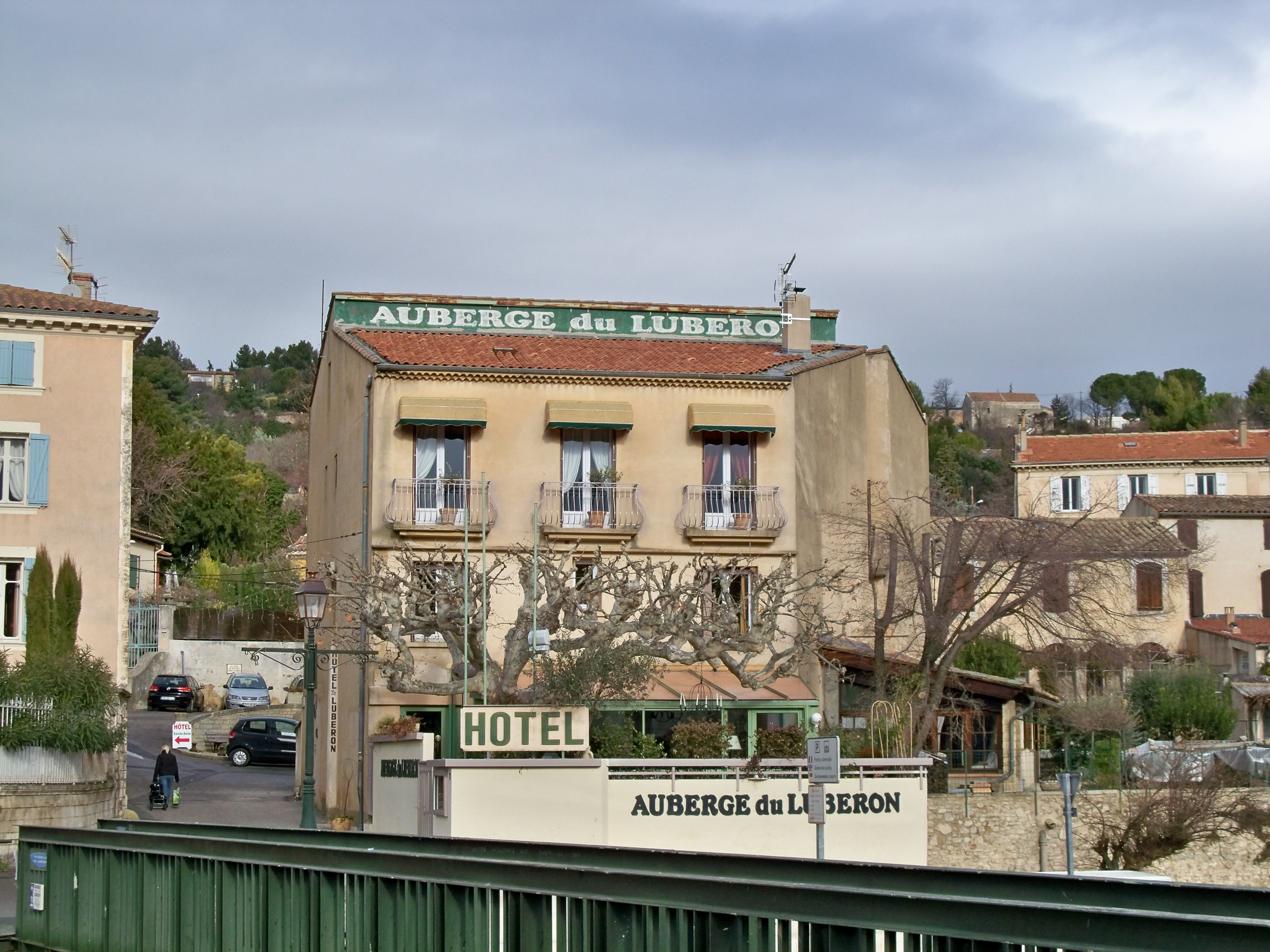
Auberge du Luberon à Apt.

Une auberge est un établissement d'hébergement touristique de type hôtelier, qui propose aux voyageurs et aux touristes un logement temporaire, une chambre d'hôtel, contre paiement. L'aubergiste, parfois appelé « albergeur », est la personne qui tient l'établissement.

## Étymologie

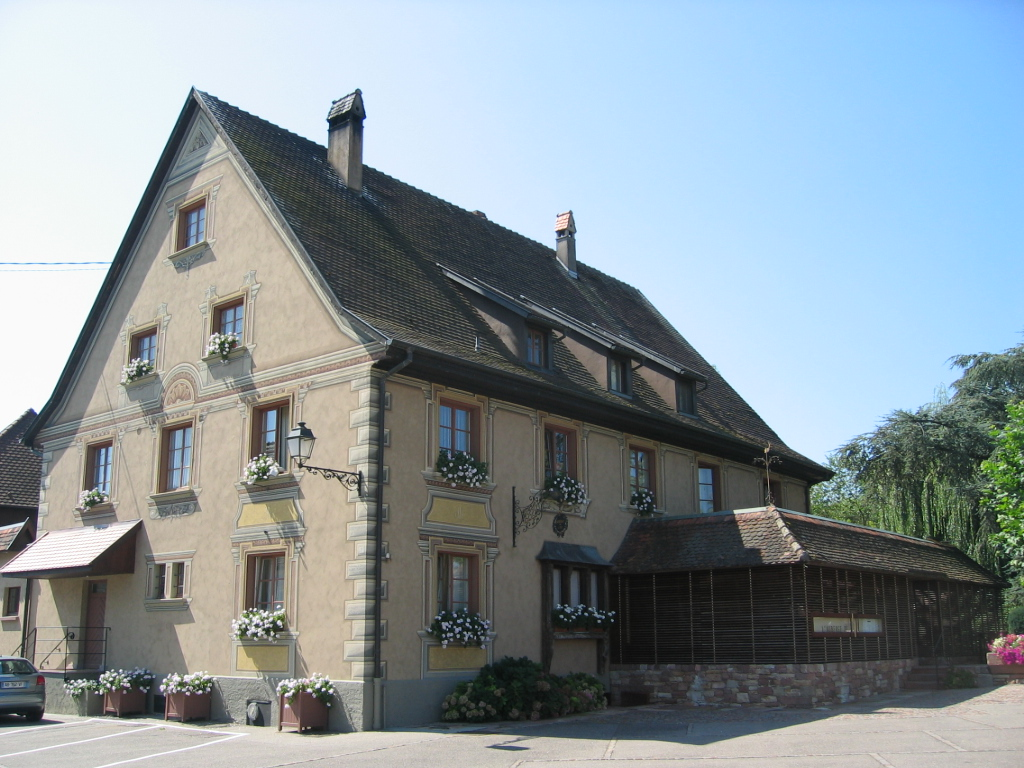
Auberge Marc et Paul Haeberlin à Illhaeusern.

L'« auberge » est un mot utilisé pour désigner des petits hôtels, souvent ruraux, proposant la restauration,,. 
Le mot est mentionné pour la première fois en français sous la forme « aulberge » en 1477 et est issu de l'ancien occitan, alberga, alberja, mentionné au XIIe siècle. Ces lieux désignaient « un campement sommaire, une baraque ». Ces différentes formes dérivent de l'ancien occitan arbergar, qui trouve son origine dans un composé germanique, haribergôn « loger, héberger (l'armée) ». Ce verbe est composé des éléments hari, « armée » (cf. allemand Heer) et bergôn « abriter, protéger » (cf. allemand bergen). Le mot semble nous venir des auxiliaires germains de l'armée romaine qui parlaient ainsi du logement de l'armée. Le mot « auberge » a supplanté en langue d'oïl, le terme « herberge » (attesté fin XIe siècle), déverbal de « herberger » (> « héberger »), attesté au XIe siècle et issu, quant à lui, du francique *heriberga.
Le mot peut également caractériser des logements collectifs, avec notamment l'exemple des auberges de jeunesse.

## Histoire

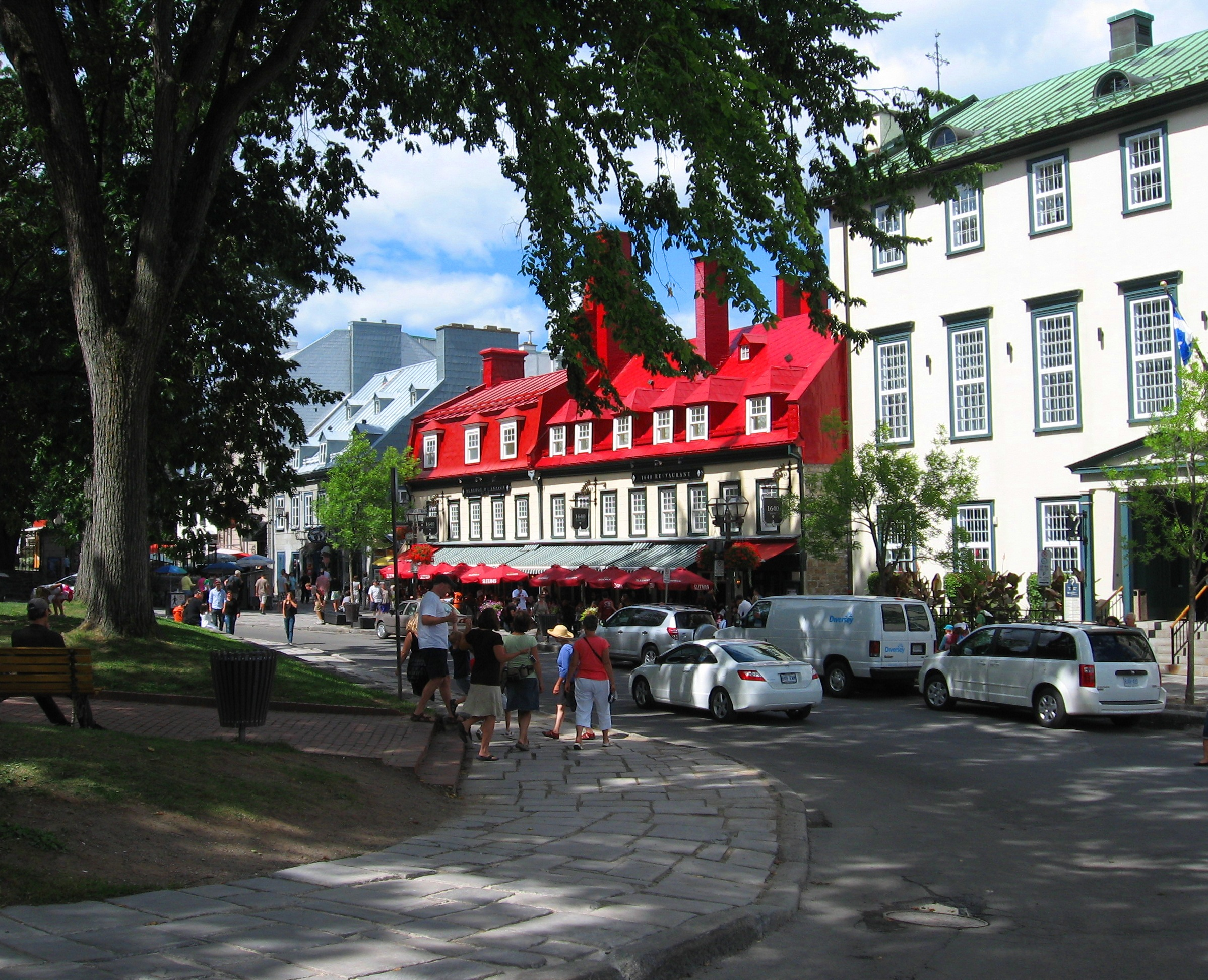
Auberge du Trésor, au cœur du Vieux-Québec.

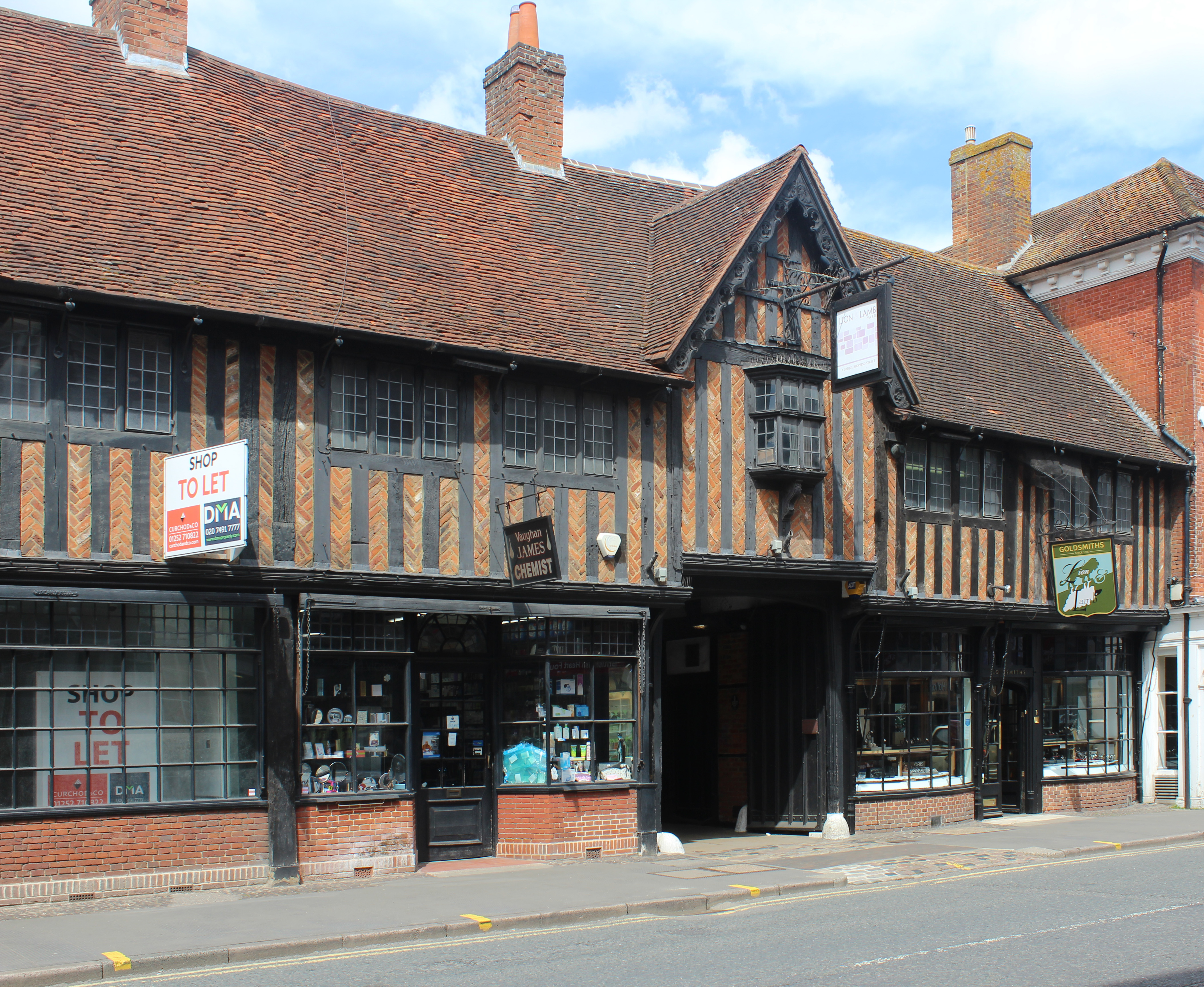
Le Lion and Lamb, ancien relais de poste à Farnham, en Angleterre datant de 1537.

« La plus vieille auberge de France », au sens ancien du terme, serait La Couronne, située à Rouen et mentionnée dès 1345, alors qu'en Amérique du Nord, il s'agit de l'Auberge du Trésor, située dans la ville de Québec (1640). L'Auberge des Marronniers, créée en 1879 à Royat-les-Bains en Auvergne par Marie Quinton (1854-1933), alias « La Belle Meunière », « La mère Quinton » immortalisée par le général Boulanger (1837-1891) et La Maison Kammerzell construite en 1427 à Strasbourg en Alsace sont parmi les plus célèbres de France.

## Description
Le mot est plus ou moins associé à une ambiance rustique ou historique. Les relais de poste avaient souvent fonction d'auberge. Quelques exemples sont l'Auberge du Cygne et l'Auberge de l'Œuf dur et du Commerce.[réf. nécessaire]

## Auberge de jeunesse
L'auberge de jeunesse est un réseau d'hébergement touristique mondial qui propose des formules d'hôtellerie allant de la chambre privée au lit en chambre partagée avec sanitaires communs.

## Définition par pays

### Japon

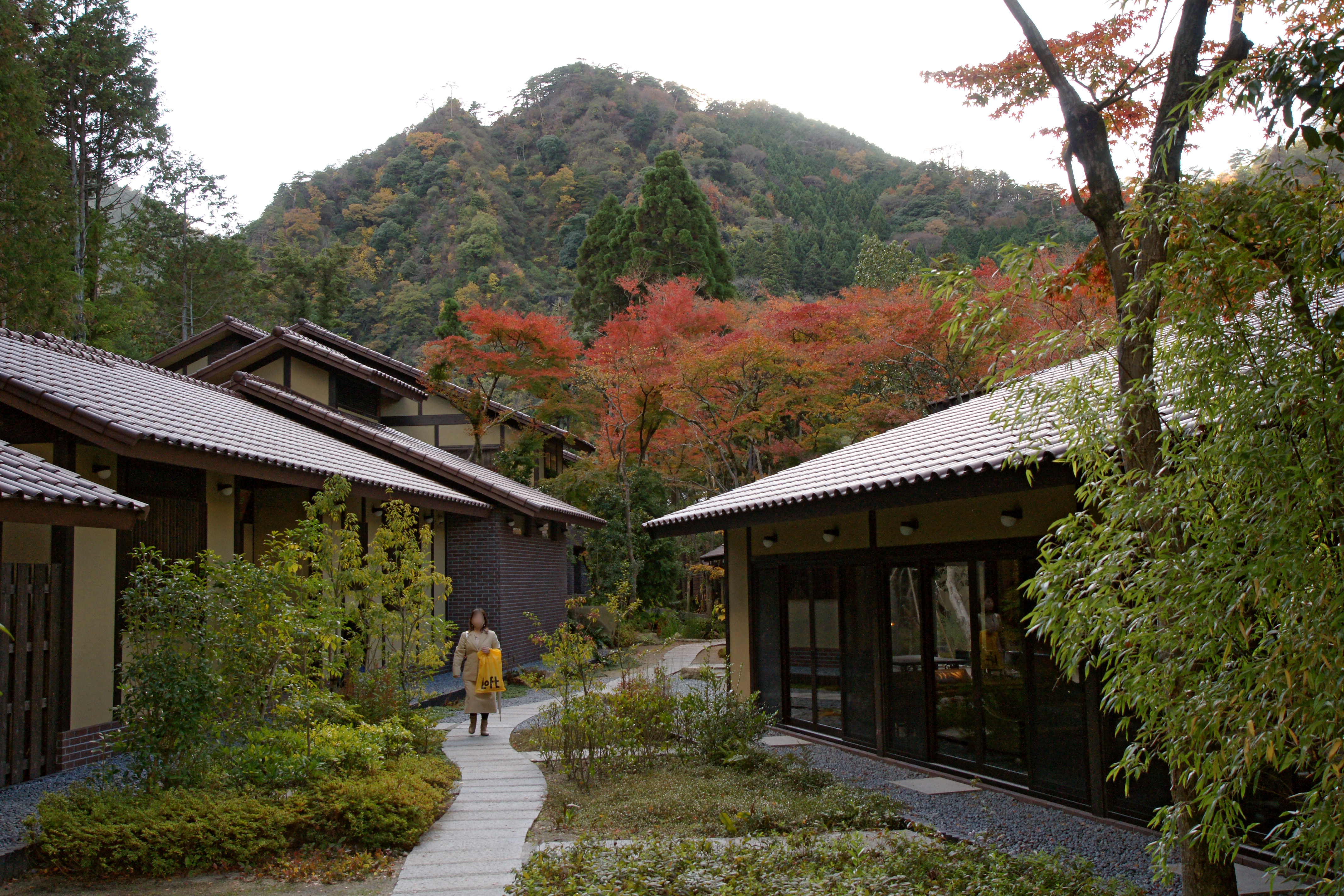
Ryokan (Arima Onsen).

Au Japon, l'auberge typique est appelé ryokan. C'est généralement un établissement hôtelier qui a été construit autour d'un onsen (bain thermal naturel). Les washitsu (chambres de style japonais) sont recouvertes de tatamis traditionnels en paille de riz, et ont pour mobilier une table basse et des futons. Il faut au moins cinq chambres pour qu'un établissement puisse être considéré comme un ryokan,.

### Maroc
Au Maroc, l'auberge est un établissement qui « doit être implanté hors des agglomérations urbaines, dans un cadre naturel », dont l’hébergement est classé en 1re ou 2e catégorie, et qui doit proposer une restauration, notamment « à caractère gastronomique de grande qualité » pour les établissements classés 1re catégorie.

## « Auberge espagnole »
Dans la langue courante, l'expression « auberge espagnole » désigne un lieu où il faut apporter soi-même ce dont on aura besoin.
Le film L'Auberge espagnole a popularisé le dispositif Erasmus en France et en Europe. Il a permis d'ancrer dans le vocabulaire commun l'expression « auberge espagnole » pour désigner un concept, et en particulier une solution de logement, hétéroclites ou cosmopolites,,.

## Usage commercial
En France, « auberge » peut désigner une sous-marque de restauration comme « Ferme-auberge » pour Bienvenue à la ferme ou Accueil paysan dans lesquelles sont proposés à la consommation des produits du terroir accommodés en spécialités locales censés être issus de la production agricole de la ferme les proposant[réf. souhaitée].